# (29076) 1972 TR8
(29076) 1972 TR8 est un astéroïde de la ceinture principale découvert en 1972.

## Description
(29076) 1972 TR8 a été découvert le 4 octobre 1972 à Bergedorf par Luboš Kohoutek.

### Caractéristiques orbitales
L'orbite de cet astéroïde est caractérisée par un demi-grand axe de 2,57 ua, un périhélie de 2,13 ua, une excentricité de 0,17 et une inclinaison de 12,56° par rapport à l'écliptique. Du fait de ces caractéristiques, à savoir un demi-grand axe compris entre 2 et 3,2 ua et un périhélie supérieur à 1,666 ua, il est classé, selon la JPL Small-Body Database, comme objet de la ceinture principale.

### Caractéristiques physiques
(29076) 1972 TR8 a une magnitude absolue (H) de 13,6 et un albédo estimé à 0,184.